# Elizabeth (Ghost)
Elizabeth è il primo singolo della Ghost, pubblicato il 18 settembre 2010 dalla Iron Pegasus. 

## Descrizione
È stato pubblicato come unico estratto dal primo album in studio Opus Eponymous. Il brano è una rilettura in chiave satanica della storia della serial killer Erzsébet Báthory.

## Tracce
Testi e musiche di A Ghoul Writer.
1. Elizabeth – 4:01
2. Death Knell – 4:36

## Formazione
- Papa Emeritus I - voce
- Nameless Ghoul  - chitarra solista
- Nameless Ghoul  - chitarra ritmica
- Nameless Ghoul  - basso
- Nameless Ghoul  - tastiere
- Nameless Ghoul  - batteria